# سیلویو موچینو
سیلویو موچینو (به انگلیسی: Silvio Muccino)(زاده ۱۴ آوریل ۱۹۸۲) بازیگر ایتالیایی است.
از کارهای معروف او می‌توان به بازی در فیلم راهنمای عشق، با من از عشق بگو، سی‌کیو و مکان اشاره کرد.